# ددوشکین
ددوشکین (به لاتین: Dedushkin) یک منطقهٔ مسکونی در روسیه است که در استان آستراخان واقع شده‌است.